# حس وحشت
حس وحشت (انگلیسی: Angst) یک فیلم در سبک درام و صامت به کارگردانی هانس اشتاینهوف است که در سال ۱۹۲۸ منتشر شد. از بازیگران آن می‌توان به هنری ادواردز، الگا برینک، و برونو کاستنر اشاره کرد.